# Moyeuvre-Petite
Pour l’article homonyme, voir Moyeuvre-Grande.
Moyeuvre-Petite [mwajœvʁ pətit]  est une commune française située dans le département de la Moselle.

## Géographie
Moyeuvre-Petite est un village situé dans la vallée du Conroy en Moselle. Environné d’éperons boisés au cœur d'un vaste massif forestier, le village bien qu’appartenant au bassin sidérurgique, a conservé un caractère pittoresque pré-industriel.

### Communes limitrophes
|                          | Neufchef        | Ranguevaux |
| Avril Meurthe-et-Moselle | Moyeuvre-Petite |            |
|                          | Moyeuvre-Grande |            |

### Hydrographie

#### Réseau hydrographique
La commune est située dans le bassin versant du Rhin au sein du bassin Rhin-Meuse. Elle est drainée par le ruisseau le Conroy.
Le Conroy, d'une longueur totale de 20,9 km, prend sa source dans la commune de Boulange et se jette  dans l'Orne à Moyeuvre-Grande, après avoir traversé sept communes.

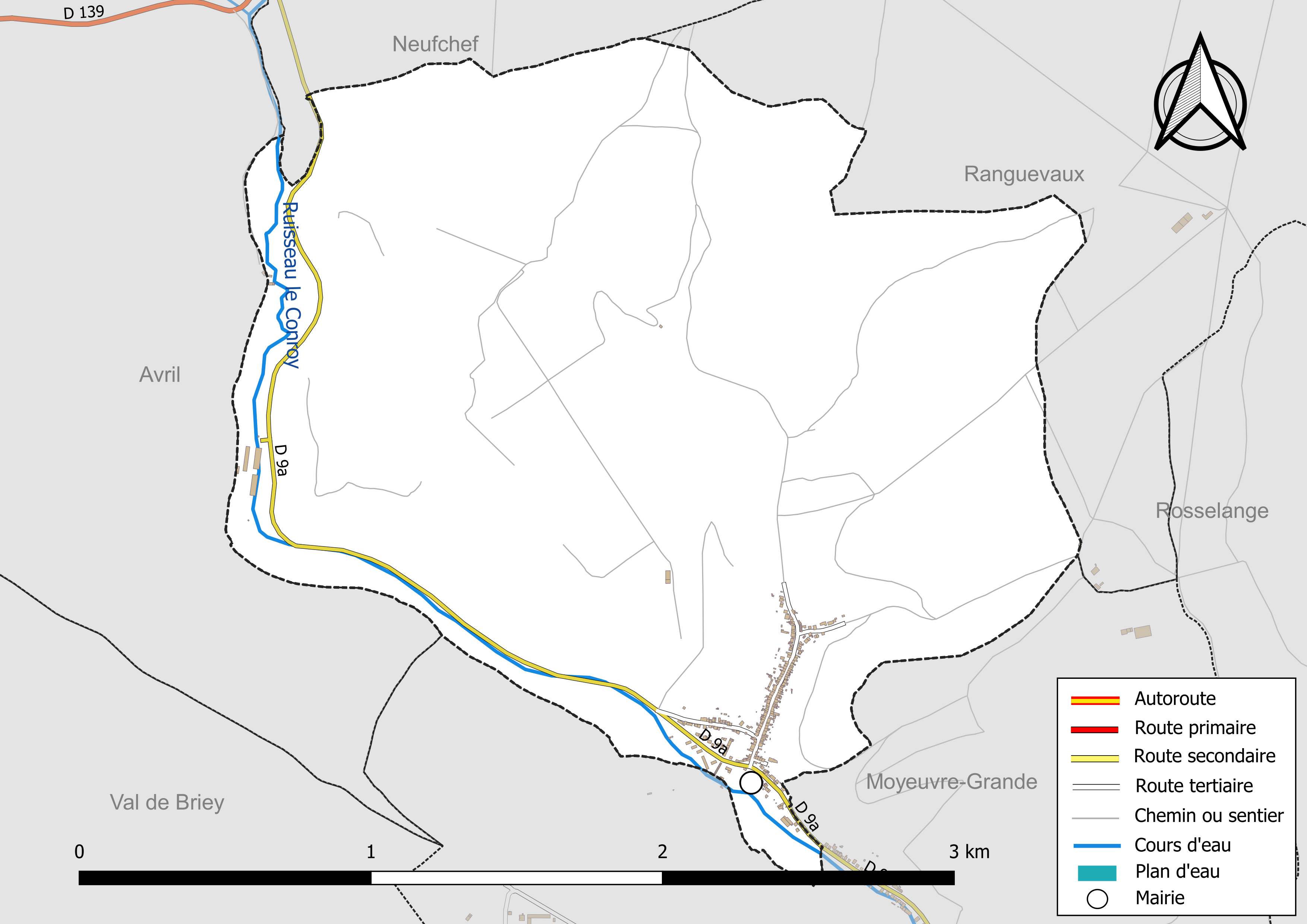
Réseaux hydrographique et routier de Moyeuvre-Petite.

#### Gestion et qualité des eaux
Le territoire communal est couvert par le schéma d'aménagement et de gestion des eaux (SAGE) « Bassin ferrifère ». Ce document de planification, dont le territoire correspond aux anciennes galeries des mines de fer, des aquifères et des bassins versants associés, d'une superficie de 2 418 km2, a été approuvé le 27 mars 2015. La structure porteuse de l'élaboration et de la mise en œuvre est la région Grand Est. Il définit sur son territoire les objectifs généraux d’utilisation, de mise en valeur et de protection quantitative et qualitative des ressources en eau superficielle et souterraine, en respect des objectifs de qualité définis dans le SDAGE  du Bassin Rhin-Meuse.
La qualité du ruisseau le Conroy peut être consultée sur un site spécial géré par les agences de l’eau et l’Agence française pour la biodiversité.

### Climat
Pour des articles plus généraux, voir Climat du Grand Est et Climat de la Moselle.
En 2010, le climat de la commune est de type climat de montagne, selon une étude du Centre national de la recherche scientifique s'appuyant sur une série de données couvrant la période 1971-2000. En 2020, Météo-France publie une typologie des climats de la France métropolitaine dans laquelle la commune est exposée à un climat semi-continental et est dans la région climatique  Lorraine, plateau de Langres, Morvan, caractérisée par un hiver rude (1,5 °C), des vents modérés et des brouillards fréquents en automne et hiver. 
Pour la période 1971-2000, la température annuelle moyenne est de 9,3 °C, avec une amplitude thermique annuelle de 16,9 °C. Le cumul annuel moyen de précipitations est de 831 mm, avec 12,7 jours de précipitations en janvier et 8,9 jours en juillet. Pour la période 1991-2020, la température moyenne annuelle observée sur la station météorologique de Météo-France la plus proche, « Malancourt », sur la commune d'Amnéville à 9 km à vol d'oiseau, est de 10,2 °C et le cumul annuel moyen de précipitations est de 884,1 mm. 
La température maximale relevée sur cette station est de 39,3 °C, atteinte le 25 juillet 2019 ; la température minimale est de −17,9 °C, atteinte le 5 janvier 1985,,. 
Les paramètres climatiques de la commune ont été estimés pour le milieu du siècle (2041-2070) selon différents scénarios d'émission de gaz à effet de serre à partir des nouvelles projections climatiques de référence DRIAS-2020. Ils sont consultables sur un site spécial publié par Météo-France en novembre 2022.

## Urbanisme

### Typologie
Au 1er janvier 2024, Moyeuvre-Petite est catégorisée ceinture urbaine, selon la nouvelle grille communale de densité à sept niveaux définie par l'Insee en 2022.
Elle appartient à l'unité urbaine de Metz, une agglomération intra-départementale regroupant 42  communes, dont elle est une commune de la banlieue,,. Par ailleurs la commune fait partie de l'aire d'attraction de Luxembourg (partie française), dont elle est une commune de la couronne,. Cette aire, qui regroupe 115 communes, est catégorisée dans les aires de 700 000 habitants ou plus (hors Paris),.

### Occupation des sols
L'occupation des sols de la commune, telle qu'elle ressort de la base de données européenne d’occupation biophysique des sols Corine Land Cover (CLC), est marquée par l'importance des forêts et milieux semi-naturels (97,2 % en 2018), une proportion sensiblement équivalente à celle de 1990 (97,5 %). La répartition détaillée en 2018 est la suivante : 
forêts (89,4 %), milieux à végétation arbustive et/ou herbacée (7,7 %), zones urbanisées (2,5 %), mines, décharges et chantiers (0,3 %). L'évolution de l’occupation des sols de la commune et de ses infrastructures peut être observée sur les différentes représentations cartographiques du territoire : la carte de Cassini (XVIIIe siècle), la carte d'état-major (1820-1866) et les cartes ou photos aériennes de l'IGN pour la période actuelle (1950 à aujourd'hui).

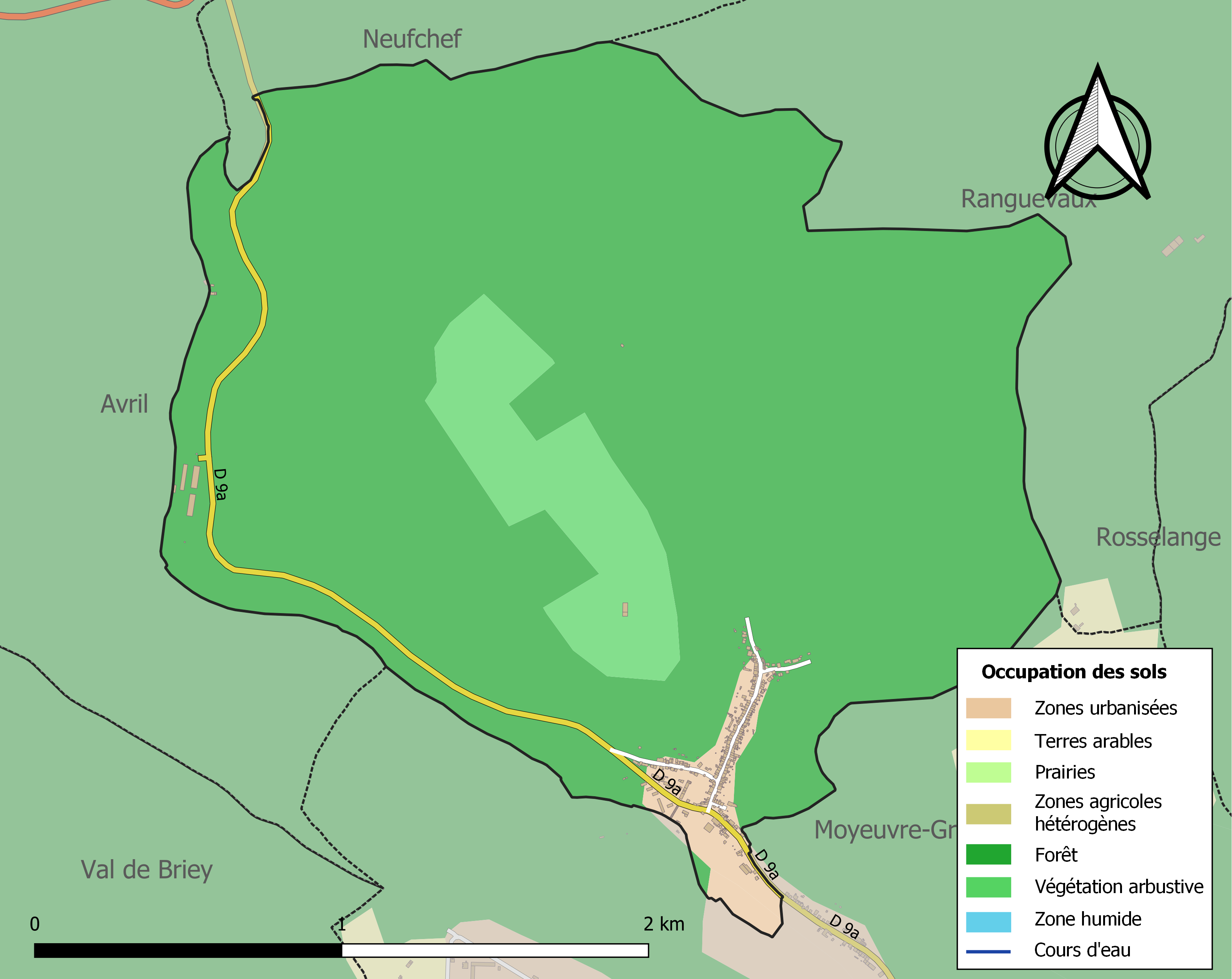
Carte des infrastructures et de l'occupation des sols de la commune en 2018 (CLC).

## Toponymie
- Petite-Mohueure (1299), Moeuvre lai petite (1329), La petite Moyoeuvre (1606), Moienvre petite (1793), Klein-Moyeuvre (1871–1915), Kleinmövern (1915–18 et 1940–44).
- Kleng-Moder en francique lorrain.

## Histoire
Le territoire de Moyeuvre-Petite dépendait de l'ancienne province du Barrois, dans la prévôté puis le bailliage de Briey. Était annexe de la paroisse de Moyeuvre-Grande. En 1817, Moyeuvre-Petite, le village traversé par le Conroy avait pour annexe la ferme de Corbas. À cette époque il y avait 358 habitants répartis dans 74 maisons.

## Politique et administration
| Période                                  | Période   | Identité             | Étiquette | Qualité |
| ---------------------------------------- | --------- | -------------------- | --------- | ------- |
| 1965                                     | mars 2008 | Ferdinand Jung       | SE        |         |
| mars 2008                                | En cours  | Christian Schweitzer | SE        |         |
| Les données manquantes sont à compléter. |           |                      |           |         |

## Démographie
L'évolution du nombre d'habitants est connue à travers les recensements de la population effectués dans la commune depuis 1793. Pour les communes de moins de 10 000 habitants, une enquête de recensement portant sur toute la population est réalisée tous les cinq ans, les populations de référence des années intermédiaires étant quant à elles estimées par interpolation ou extrapolation. Pour la commune, le premier recensement exhaustif entrant dans le cadre du nouveau dispositif a été réalisé en 2004.

En 2022, la commune comptait 443 habitants, en évolution de −5,34 % par rapport à 2016 (Moselle : +0,52 %, France hors Mayotte : +2,11 %).
| 1793 | 1800 | 1806 | 1836 | 1841 | 1861 | 1866 | 1871 | 1875 |
| ---- | ---- | ---- | ---- | ---- | ---- | ---- | ---- | ---- |
| 327  | 330  | 329  | 350  | 364  | 381  | 449  | 409  | 369  |

| 1880 | 1885 | 1890 | 1895 | 1900 | 1905 | 1910 | 1921 | 1926 |
| ---- | ---- | ---- | ---- | ---- | ---- | ---- | ---- | ---- |
| 401  | 479  | 482  | 454  | 429  | 443  | 445  | 452  | 483  |

| 1931 | 1936 | 1946 | 1954 | 1962 | 1968 | 1975 | 1982 | 1990 |
| ---- | ---- | ---- | ---- | ---- | ---- | ---- | ---- | ---- |
| 478  | 487  | 482  | 453  | 613  | 720  | 679  | 593  | 589  |

| 1999 | 2004 | 2006 | 2009 | 2014 | 2019 | 2022 | - | - |
| ---- | ---- | ---- | ---- | ---- | ---- | ---- | - | - |
| 560  | 530  | 505  | 509  | 470  | 451  | 443  | - | - |

## Économie
La commune a été fortement impliquée dans l'activité sidérurgique au début du XXe siècle, en particulier dans l'extraction de la minette lorraine. La mine du Pérotin est une des plus récentes du bassin sidérurgique lorrain : le début des travaux date du 1er décembre 1968, et le carreau du Pérotin est mis en service le 1er décembre 1969. Il est construit à l'entrée d'une descenderie d'une longueur de 200 m à 12 % de pente. Le 28 juin 1993 est la dernière journée d'exploitation de la mine du Pérotin. Le 31 décembre, le site est totalement arrêté, le 31 juillet 1995, la mine est fermée, les installations du fond ayant été démantelées.

## Culture locale et patrimoine

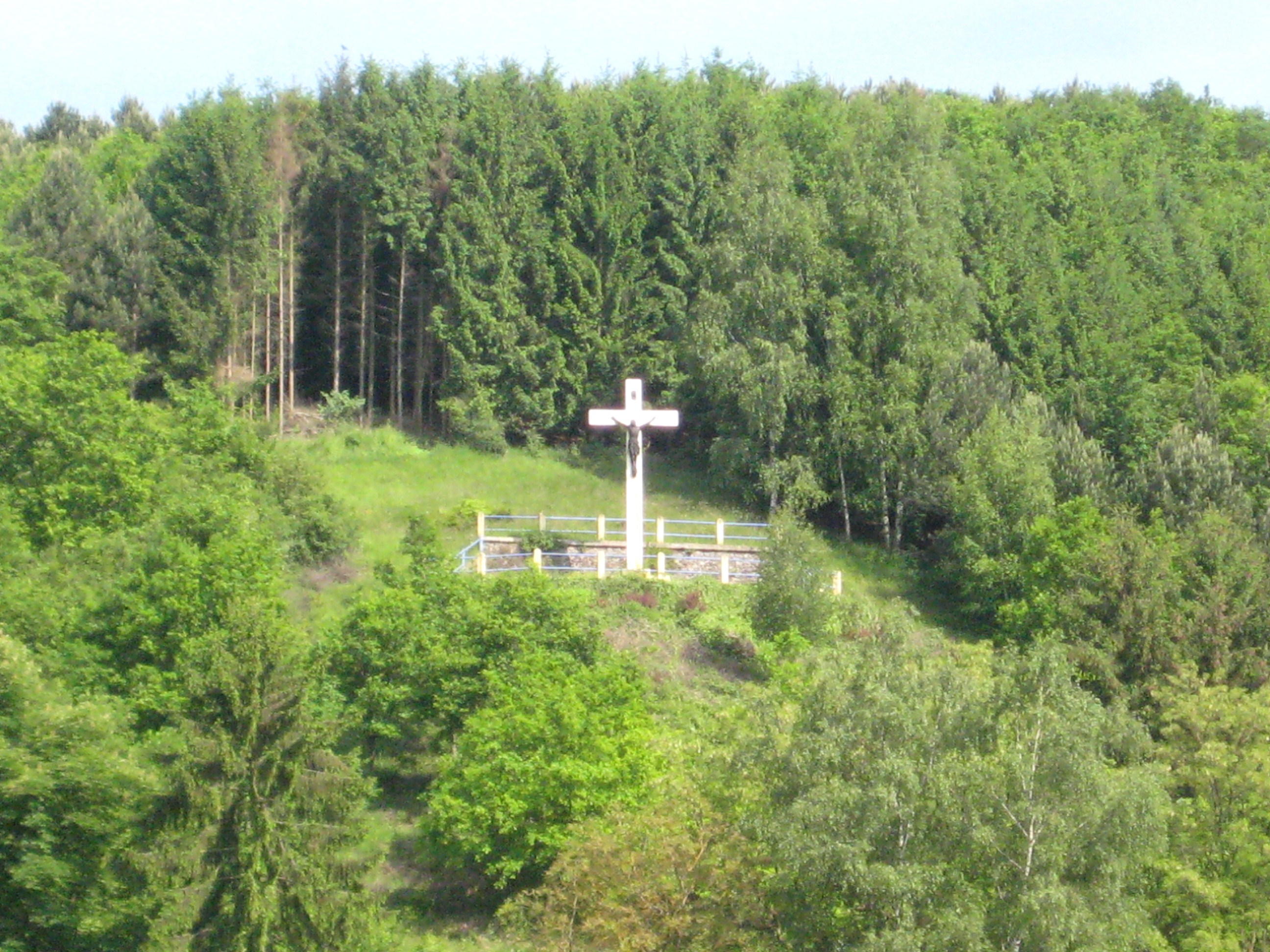
Calvaire de Moyeuvre-Petite.

### Lieux et monuments
- Fontaine ;
- Source d'eau chaude du Pérotin ;

L'eau jaillit en 1909, au cours d'un forage censé repérer des couches de charbon qu'on prétendait enfouies sous celles du minerai de fer, atteignant la profondeur de 850 mètres. Depuis [réf. nécessaire] l'eau thermale est captée à Amnéville, et il ne sort plus une goutte de la source du Pérotin, le tuyau de captage s'étant brisé au cours des ans.

#### Édifices religieux
- Église Saint-Pierre, construite en 1842 ;
- Un calvaire, a été érigé en 1949 sur le flanc de la colline de Corbas, après la Seconde Guerre mondiale, en signe de gratitude envers Dieu pour avoir épargné le village des bombardements.

### Personnalités liées à la commune
- Aline Kiner (1959-2019), romancière et journaliste, née à Moyeuvre-Petite.

### Héraldique
| Blason de Moyeuvre-Petite | Blason  | Ecartelé en sautoir au 1 d'or à la clef de gueules, aux 2 et 3 d'azur à un bar d'or, celui de senestre contourné, au 4 d'or à la lance de gueules issant de la pointe. |
| Blason de Moyeuvre-Petite | Détails | Le statut officiel du blason reste à déterminer. |